# Квалификация чемпионата мира по пляжному футболу (КОНМЕБОЛ)
Отборочный турнир к чемпионату мира по пляжному футболу в зоне КОНМЕБОЛ (исп. Clasificación de Conmebol para la Copa Mundial de Fútbol Playa, порт. Qualificação Copa do Mundo FIFA de Futebol de Areia (CONMEBOL)) — международный турнир по пляжному футболу, проводимый под эгидой КОНМЕБОЛ (Конфедерации футбола Южной Америки) с целью определения участников чемпионата мира от данной зоны.
Турниры стали проводиться с 2005 года, тогда, а также в 2007 году, прошли общие турниры для сборных КОНМЕБОЛ и КОНКАКАФ (Североамериканская Конфедерация футбола). На тот момент турниры носили статус чемпионата Америки по пляжному футболу. Полуфиналисты этих турниров получали путёвку на чемпионат мира. В 2006 году прошли два разных чемпионата для стран КОНКАКАФ и КОНМЕБОЛ. В чемпионате 2007 года не приняла участие сборная Бразилии, хозяйка ЧМ и сильнейшая сборная мира.
С 2009 года турниры стали проводиться раздельно. В 2011 году статус чемпионата был упразднён и южноамериканские сборные стали играть в Отборочном турнире к чемпионату мира по пляжному футболу. В 2023 году квалификация проходила в рамках кубка Америки в Росарио.

## Совместный чемпионат (с КОНКАКАФ)
| Год  | Место                                | Финал      | Финал | Финал        | Матч за 3-е место | Матч за 3-е место | Матч за 3-е место |
| Год  | Место                                | Победитель | Счет  | Второе место | Третье место      | Счет              | Четвёртое место   |
| ---- | ------------------------------------ | ---------- | ----- | ------------ | ----------------- | ----------------- | ----------------- |
| 2005 | Копакабана, Рио-де-Жанейро, Бразилия | Бразилия   | 5 : 2 | Уругвай      | США               | 4 : 2             | Аргентина         |
| 2007 | Акапулько, Мексика                   | США        | 4 : 3 | Уругвай      | Аргентина         | 6 : 5             | Мексика           |

### Распределение мест по странам
| Команда   | Победитель | Второе место   | Третье место | Четвёртое место |
| --------- | ---------- | -------------- | ------------ | --------------- |
| США       | 1 (2007)   | -              | 1 (2005)     | -               |
| Бразилия  | 1 (2005)   | -              | -            | -               |
| Уругвай   | -          | 2 (2005, 2007) | -            | -               |
| Аргентина | -          | -              | 1 (2007)     | 1 (2005)        |
| Мексика   | -          | -              | -            | 1 (2007)        |

## Чемпионат КОНМЕБОЛ
| Год  | Место                    | Финал      | Финал  | Финал        | Матч за 3-е место | Матч за 3-е место | Матч за 3-е место |
| Год  | Место                    | Победитель | Счет   | Второе место | Третье место      | Счет              | Четвёртое место   |
| ---- | ------------------------ | ---------- | ------ | ------------ | ----------------- | ----------------- | ----------------- |
| 2006 | Макаэ, Бразилия          | Бразилия   | 9 : 2  | Уругвай      | Аргентина         | 2 : 0             | Венесуэла         |
| 2008 | Буэнос-Айрес, Аргентина  | Бразилия   | 6 : 1  | Аргентина    | Уругвай           | 5 : 1             | Венесуэла         |
| 2009 | Монтевидео, Уругвай      | Бразилия   | 10 : 1 | Уругвай      | Аргентина         | 9 : 8             | Эквадор           |
| 2011 | Рио-де-Жанейро, Бразилия | Бразилия   | 6 : 2  | Аргентина    | Венесуэла         | 5 : 2             | Колумбия          |
| 2013 | Мерло, Аргентина         | Аргентина  | 6 : 2  | Парагвай     | Бразилия          | 11 : 5            | Эквадор           |
| 2015 | Манта, Эквадор           | Бразилия   | 8 : 3  | Парагвай     | Аргентина         | 4 : 4(1-0)        | Эквадор           |
| 2017 | Асунсьон, Парагвай       | Бразилия   | 7 : 5  | Парагвай     | Эквадор           | 4 : 4(1-0)        | Аргентина         |
| 2019 | Рио-де-Жанейро, Бразилия | Бразилия   | 10 : 1 | Уругвай      | Парагвай          | 6 : 5             | Аргентина         |
| 2021 | Рио-де-Жанейро, Бразилия | Бразилия   | 3 : 1  | Уругвай      | Парагвай          | 4 : 2             | Колумбия          |

### Распределение мест по странам
| Команда   | Победитель                                         | Второе место               | Третье место         | Четвёртое место      |
| --------- | -------------------------------------------------- | -------------------------- | -------------------- | -------------------- |
| Бразилия  | 8 (2006, 2008, 2009, 2011, 2015, 2017, 2019, 2021) | -                          | 1 (2013)             | -                    |
| Аргентина | 1 (2013)                                           | 2 (2008, 2011)             | 2 (2006, 2009, 2015) | 1 (2017, 2019)       |
| Уругвай   | -                                                  | 4 (2006, 2009, 2019, 2021) | 1 (2008)             | -                    |
| Парагвай  | -                                                  | 3 (2013, 2015, 2017)       | 2 (2019, 2021)       | -                    |
| Эквадор   | -                                                  | -                          | 1 (2017)             | 2 (2009, 2013, 2015) |
| Венесуэла | -                                                  | -                          | 1 (2011)             | 2 (2006, 2008)       |
| Колумбия  | -                                                  | -                          | -                    | 2 (2011, 2021)       |

## Кубок Америки
| Год  | Место              | Финал      | Финал  | Финал        | Матч за 3-е место | Матч за 3-е место | Матч за 3-е место |
| Год  | Место              | Победитель | Счет   | Второе место | Третье место      | Счет              | Четвёртое место   |
| ---- | ------------------ | ---------- | ------ | ------------ | ----------------- | ----------------- | ----------------- |
| 2023 | Росарио, Аргентина | Бразилия   | 13 : 5 | Аргентина    | Колумбия          | 7 : 5             | Парагвай          |